# Мальцевский сельский округ (Московская область)
Мальцевский сельский округ — упразднённая административно-территориальная единица, существовавшая на территории Щёлковского района Московской области в 1994—2006 годах.
Мальцевский сельсовет был образован в первые годы советской власти. По данным 1919 года он входил в состав Щёлковской волости Богородского уезда Московской губернии.
9 декабря 1921 года Щёлковская волость была передана в Московский уезд.
23 ноября 1925 года из Мальцевского с/с был выделен Образцовский с/с.
В 1926 году Мальцевский с/с включал деревни Васильевское и Мальцево, посёлок Загорянский и 2 хутора.
В 1929 году Мальцевский с/с был отнесён к Щёлковскому району Московского округа Московской области. При этом к нему был присоединён Образцовский с/с.
8 марта 1937 года из Мальцевского с/с в состав дачного посёлка Загорянский был передан посёлок Новые Горки.
14 июня 1954 года к Мальцевскому с/с был присоединён Потаповский с/с.
3 июня 1959 года Щёлковский район был упразднён и Мальцевский с/с отошёл к Балашихинскому району.
28 июля 1960 года Мальцевский с/с вернулся в восстановленный Щёлковский район.
1 февраля 1963 года Щёлковский район был упразднён и Мальцевский с/с вошёл в Мытищинский сельский район. 11 января 1965 года Мальцевский с/с был возвращён в восстановленный Щёлковский район.
5 августа 1968 года из Мальцевского с/с в административное подчинение дачному посёлку Загорянский был передан посёлок Соколовский.
19 апреля 1978 года из Мальцевского с/с в черту города Щёлково были переданы селения Малое Хомутово и Набережная.
3 февраля 1994 года Мальцевский с/с был преобразован в Мальцевский сельский округ.
В ходе муниципальной реформы 2004—2005 годов Мальцевский сельский округ прекратил своё существование как муниципальная единица. При этом все его населённые пункты были переданы в городское поселение Щёлково.
29 ноября 2006 года Мальцевский сельский округ исключён из учётных данных административно-территориальных и территориальных единиц Московской области.